# Aldo Raimondi (pittore)

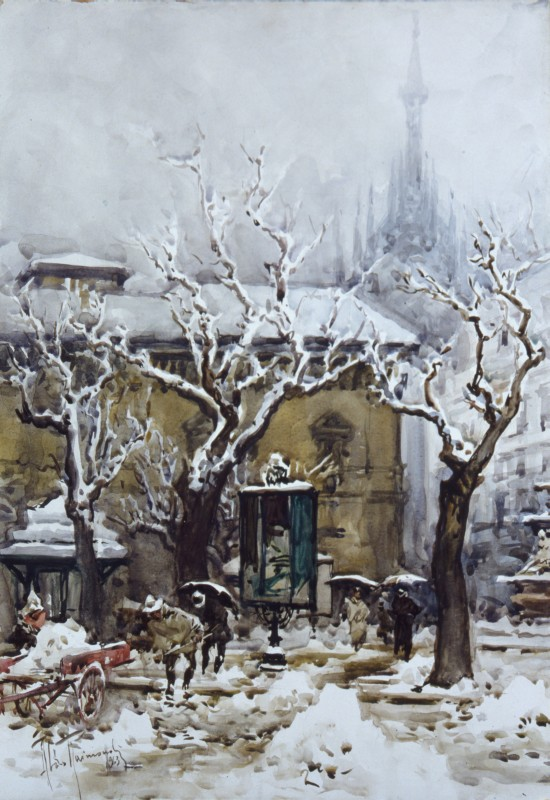
Piazza Fontana sotto la neve, 1963 (Fondazione Cariplo)

Aldo Raimondi (Roma, 1902 – Milano, 1997) è stato un pittore italiano.

## Biografia
Nacque a Roma nel 1902, e nella capitale compì i propri studi artistici, nello studio di Giuseppe Signorini, e laureandosi in architettura all'Accademia di Belle Arti, quando aveva circa 22 anni.
Tra il 1925 e il 1926 si spostò a Milano, dove prestò servizio militare di leva, e affrescò una caserma milanese, restaurando alcune delle sale di Palazzo Cusani, sede del Comando di Corpo d'Armata. Si trasferì a Parma nel 1926, iniziando a insegnare nel locale Istituto d'Arte. Quando arrivò nella città emiliana era già un artista formato e s'inserì senza sforzo in un ambiente estraneo che gli divenne presto familiare, sia per le sue doti, sia per la sicurezza nel mestiere. A Parma eseguì alcuni acquerelli della veduta sulla città vecchia commissionatigli dal podestà, ancora visibili nel Palazzo Comunale, che diedero prova delle sue capacità come vedutista, attività che continuò e che svolse in diverse città, in Italia e all'estero. A Parma nel 1930 organizzò la propria prima mostra personale, che sarà seguita da altre esposizioni in Italia e all'estero.
Specializzatosi nella pittura ad acquerello, parte più matura del suo repertorio, ottenne nel 1939 all'Accademia di Brera la cattedra l'insegnamento di tale tecnica, incarico che lasciò nell'immediato dopoguerra per dedicarsi a tempo pieno alla pittura.
Dipinse paesaggi, animali, fiori e numerosi ritratti, tra cui quelli dei papi Pio XII, Giovanni XXIII (1958) e Paolo VI (1966). Realizzò inoltre alcune vetrate per il Seminario Arcivescovile di Monza, per la chiesa parrocchiale di Menaggio e per la chiesa di San Simpliciano a Milano. Dal 1938 al 1940 sostituì Achille Beltrame nell'illustrazione della Domenica del Corriere; in seguito fu chiamato a illustrare «Il Popolo di Torino».